# Colombie aux Jeux olympiques de la jeunesse d'hiver de 2016
La Colombie participe aux Jeux olympiques de la jeunesse d'hiver de 2016 à Lillehammer en Norvège du 12 au 21 février 2016. Un athlète représente le pays pour cette édition.

## Résultats

### Ski alpin
| Athlète         | Épreuve      | Finale          | Finale          | Finale          | Finale          |
| Athlète         | Épreuve      | Manche 1        | Manche 2        | Total           | Rang            |
| --------------- | ------------ | --------------- | --------------- | --------------- | --------------- |
| Michael Poettoz | Slalom       | N'a pas terminé | N'a pas terminé | N'a pas terminé | N'a pas terminé |
| Michael Poettoz | Slalom géant | 1 min 24 s 70   | N'a pas terminé | N'a pas terminé | N'a pas terminé |